# Харагпур
Харагпур је град у Индији у држави Западни Бенгал. Према незваничним резултатима пописа 2011. у граду је живело 206.923 становника.

## Становништво
Према незваничним резултатима пописа, у граду је 2011. живело 206.923 становника.
| 1991.   | 2001.   | 2011.   |
| ------- | ------- | ------- |
| 177.989 | 207.984 | 206.923 |